# Яндекс.Елементи
Елементи Яндекса — заборонене в Україні безкоштовне програмне забезпечення у вигляді надбудови для браузерів від компанії «Яндекс», що дозволяє істотно розширити їх функціонал та підвищити зручність використання. «Елементи» являють собою ноу-хау, — вони, на відміну від традиційних панелей інструментів, можуть з'являтися в міру необхідності і не перевантажують інтерфейс. Раніше програма носила назву Яндекс. Бар.

## Історія

### Яндекс. Бар (2000—2012)
Панель інструментів від «Яндекса» з'явилася 2000 року для браузера Internet Explorer. Перший «Бар» мав поле введення пошукової системи, кнопки швидкого доступу до всіх сервісів «Яндекса», можливість переглядати інформацію про поточний сайт та кнопку «Закладки» для швидкого додавання сторінки в «Яндекс.Закладки».
Панель вбудовувалася у всі популярні браузери — Google Chrome, Mozilla Firefox, Opera та Safari. Користувач міг при бажанні додавати нові кнопки, створені, як «Яндексом», так і сторонніми розробниками, з «Бібліотеки кнопок Яндекс. Бару».
Остання версія — 6.7 — була замінена 27 червня 2012 року на новий інструмент — «Елементи». Перша версія "Елементів " Яндекса "" вийшла під номером 7.0, що означає походження програми від Яндекс. Бару.

### Елементи «Яндекса» (2012— понині)

#### Mozilla Firefox і Internet Explorer
Повний функціонал програми версії 7.4 включає в себе:
- «Розумний рядок» у вигляді табло, з пошуковими підказками та можливістю швидкого вибору пошукової системи
- Візуальні закладки в оригінальному дизайні
- Розширення «Яндекс.Музика», що дозволяє прослуховувати пісні безпосередньо в браузері
- Віджет погоди
- Кнопка Яндекс. Пробок
- Повідомлення про непрочитаних листах Яндекс. Пошти на push-сповіщень, можливість переглянути список нових листів.
- Кнопка перекладу слів і цілих сторінок
- Кнопки соціальних мереж (ВКонтакті, Однокласники, Я.ру та інші.

в Mozilla Firefox є кнопка (в лівому краї адресного рядка у вигляді окулярів) для перегляду сторінки у зручному для читання вигляді.

#### Opera
- «Розумний рядок»
- Розширення для експрес-панелі
- Віджет погоди
- Кнопка Яндекс. Пробок
- Кнопка Яндекс. Пошти
- Кнопка Яндекс.Переклад
- Кнопки соціальних мереж

#### Яндекс.Браузері Google Chrome
Розширення для браузерів на основі Chromium являє собою спливаюче віконце-інформер ліворуч адресного рядка з автоматично оновлюваними даними про погоду, пробках, листах та відгуках про сторінку.
Версія "Елементів " Яндекса "« для Google Chrome також включає кнопку Яндекс.Переклад та панель Візуальних закладок (можливо розміщувати до 50 закладок).